# Кили
Кили (фр. Cully) насеље је и општина у северној Француској у региону Доња Нормандија, у департману Калвадос која припада префектури Кан.
По подацима из 2011. године у општини је живело 174 становника, а густина насељености је износила 26,56 становника/km². Општина се простире на површини од 6,55 km². Налази се на средњој надморској висини од 45 метара (максималној 67 m, а минималној 19 m).

## Демографија
| 1962. | 1968. | 1975. | 1982. | 1990. | 1999. | 2011. |
| ----- | ----- | ----- | ----- | ----- | ----- | ----- |
| 130   | 140   | 141   | 170   | 181   | 172   | 174   |

График промене броја становника у току последњих година